# Grand Prix Formule 1 van Monaco 2020
De Grand Prix Formule 1 van Monaco 2020 is een Formule 1-grote prijs die zou worden gehouden op 24 mei 2020 op het Circuit de Monaco. Het zou de zevende race van het seizoen 2020 geweest zijn. 
Op 19 maart 2020 besliste de organisatie om de race af te gelasten als gevolg van de coronapandemie die toen heerste. Door die beslissing werd 2020 het eerste jaar, sinds 1954, waarop er geen Grand Prix Formule 1 werd verreden op het Circuit de Monaco.